# Noemi Lapzeson
Noemi Lia Lapzeson (née le 28 juin 1940 à Buenos Aires et morte le 11 janvier 2018 à Genève) est une danseuse, chorégraphe et pédagogue argentine ayant vécu en Suisse. 
Elle fréquente d'abord la Juillard School de New York, puis est élève et danseuse dans la compagnie de Martha Graham. À Londres, elle est danseuse et enseignante à The Place, lieu qui réunit le London Contemporary Dance Theatre (en) et le London Contemporary Dance School (en). Installée à Genève à partir de 1980, elle y réalise des chorégraphies en solo, puis fonde la compagnie Vertical Danse. En 1986, elle est à l'origine de la création de l'Association pour la danse contemporaine.

## Biographie

### Enfance en Argentine
Née en 1940, à Buenos Aires, de Cecilia Mossin Kotin (physicienne) et d'Elías Lapzeson (cofondateur de la cinémathèque argentine), Noemi Lapzeson se forme d'abord à la rythmique d'Émile-Jaques Dalcroze avec Lía Sirouyan (es). Elle est ensuite initiée à la danse moderne et à la composition chorégraphique par Ana Itelman (es).
En 1954, Noemi Lapzeson crée sa première chorégraphie, qu'elle danse avec deux de ses camarades, Laura Yusem et Nora Muchnik, également élèves d'Ana Itelman. La pièce Las Tres Manolas, d'après Federico García Lorca, est ensuite intégrée au spectacle Esta ciudad de Buenos Aires, qu'Ana Itelman présente au Teatro nacional Cervantes (1955).

### New York et la technique Graham
Après avoir achevé sa scolarité secondaire, Noemi Lapzeson part à seize ans pour New York. Elle fréquente la Juilliard School, suivant notamment les cours d'Alfredo Corvino (en), Antony Tudor, José Limón et Louis Horst, mais aussi l'enseignement de Alwin Nikolais et de Walter Nicks.
Dès 1958, intriguée par la force tragique de la danse de Martha Graham, elle suit les cours du Martha Graham Center of Contemporary Dance. En 1962, elle est engagée dans la compagnie de Martha Graham.
En 1965-66, elle danse dans des créations de Bertram Ross, l'un des principaux danseurs de la compagnie Graham (Triangle, Holy Holy et Untitled), puis dans de nombreuses pièces du répertoire de Martha Graham. En 1966, elle interprète son premier rôle de soliste dans Seraphic Dialogue (Joan the Martyr). En mars 1967, dans Appalachian Spring elle est remarquée par le critique Clive Barnes (en) du New York Times comme « l'une des plus prometteuses parmi les jeunes danseuses » de la compagnie. En mai 1968, elle crée le rôle de la Jeune Héloïse dans A Time of Snow. Entre autres pièces du répertoire de Martha Graham, Noemi Lapzeson danse aussi dans Cave of the Heart et Primitive Mysteries.
Dans un livre d'entretiens avec Marcela San Pedro, son élève et danseuse à Genève, Noemi Lapzeson explique que la technique de Martha Graham, qu'elle a elle-même transmise pendant ses années new-yorkaises, repose sur le principe « contraction and relachement», correspondant à deux temps de la respiration : « Ces principes sont fondés sur l’observation des effets de la respiration dans le corps: le fait de se vider et de se remplir d’air. Se vider — contraction — pendant l’expiration, et se remplir — release — pendant l’inspiration. C’est pour moi le point central, génial, de toute la technique Graham : ce qui est important se trouve dans le rapport entre respiration et mouvement, au sein de l’ancrage profond du mouvement dans l’être [...] chaque mouvement, chaque forme, a son origine dans un fond. Il n’y a pas véritablement de «formes à copier», mais du «fond à rechercher». La forme ne sera jamais juste si elle n’a pas son origine dans une compréhension du fond ».

### Londres
En 1967, Noemi Lapzeson part pour Londres sur invitation de Robin Howard et participe à la fondation du London Contemporary Dance Theatre (LCDT). Elle danse plusieurs créations de la compagnie et signe deux chorégraphies pour 2 ou 3 interprètes : Cantabile (1970) et One was the Other, co-réglée avec Robert North (1972), que la compagnie reprend à plusieurs occasions jusqu'en 1978. Au sein de l'école, elle enseigne également la danse et la technique Graham.

### Genève
Après son expérience professionnelle à New York et Londres, Noemi Lapzeson arrive à Genève en 1980. La notion de « danse contemporaine » y est encore peu connue. 
Pendant les premières années à Genève, Noemi Lapzeson donne des cours aux danseurs du Ballet du Grand Théâtre, enseigne à l'Institut Jaques-Dalcroze et à l'école de Beatriz Consuelo.
Parmi ses premières performances, elle crée en 1981, à la Salle Patiño, There is another Shore, You Know, qu'elle recréera en 1994, à la Comédie de Genève, sous le titre de Trace,. En 1992, elle reprend en solo Un instant, sur un texte de Stig Dagerman. Trace donne aussi lieu à un film de danse réalisé par Daniel Böhm, qui réunit Noemi Lapzeson, Romina Pedroli et Eduardo Kohan (2011).
En 1986, Noemi Lapzeson fonde, avec Philippe Albera, l'Association pour la danse contemporaine (ADC). Jean-François Rohrbasser les rejoint l'année suivante. L'association a pour objectif de soutenir la création de pointe et la recherche. Ses réalisations et accueils sont accueillis d'abord sur le plateau de la Salle Patiño, mais l'ADC réclame un plateau de 12 mètres sur 12 mètres ainsi qu'un studio de danse,.
En 1989, elle fonde avec Diane Decker et Armand Deladoëy de la compagnie Vertical Danse, première compagnie de danse indépendante subventionnée par la ville de Genève.
En 2007, elle obtient le Prix quadriennal de la Ville de Genève.
Créations jusqu'à Variations Goldberg (2015),,.
Lapzeson est enterrée au cimetière des Rois à Genève.

## Distinctions
En 1999, Noemi Lapzeson obtient une bourse Guggenheim.
Elle est la première lauréate du Prix suisse de la danse en 2002 et obtient aussi le Prix quadriennal de la Ville de Genève dans la catégorie Arts de la scène en 2007. En 2017, elle obtient le Grand prix Suisse par l'Office Fédéral de la Culture.

### Archives
- Archives conservées par (pour Noemi Lapzeson) : Fondation SAPA, Archives suisses des arts de la scène

### Vidéos
- « 042-102-265_Vertical Danse - Noemi Lapzeson », sur Vimeo (consulté le 21 décembre 2022).